# St. Laurentius (Liersberg)

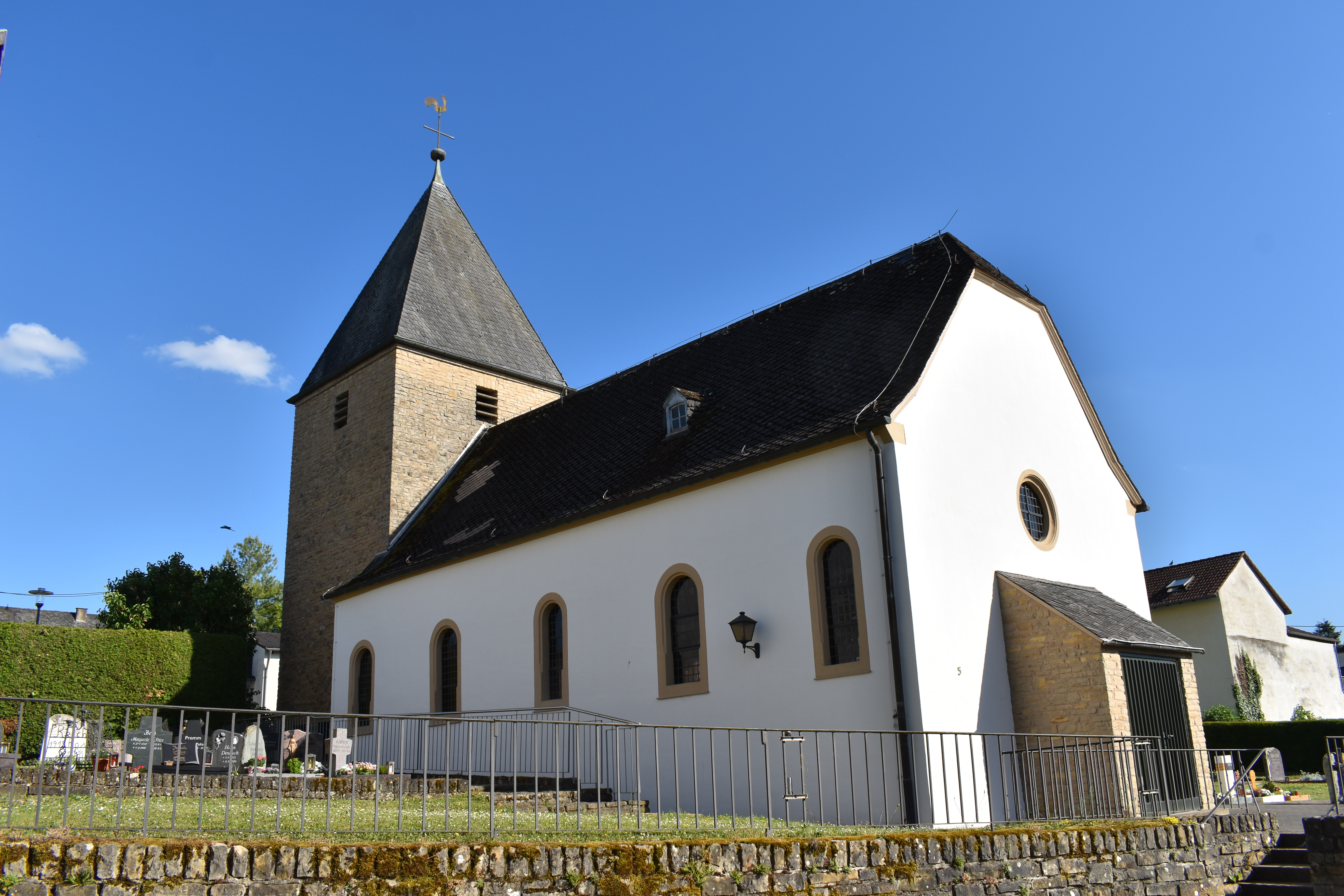
St. Laurentius (2025)

Die Kirche St. Laurentius ist die römisch-katholische Pfarrkirche des Ortsteils Liersberg der Ortsgemeinde Igel im Landkreis Trier-Saarburg (Rheinland-Pfalz). 

## Geschichte
Eine Kirche in Liersberg wird das erste Mal 1241 erwähnt. Die Rechte an der Kirche und der Pfarre besaß die Abtei St. Irminen in Trier. Von dieser Kirche ist nichts weiteres bekannt. Im Jahr 1686 wurde ein neues Gotteshaus in Form einer einschiffigen Saalkirche im Baustil des Barock errichtet. Im Jahr 1846 wurde die Kirche umgebaut, ebenso wie im Jahr 1949. 1960 wurde der Dachreiter entfernt und im Osten ein Glockenturm aus Bruchsteinen angebaut.

## Ausstattung
In der Kirche befinden sich eine Figur des heiligen Laurentius und eine Figur der Madonna mit dem Jesukind. Beide sind bunt angemalt. Die restliche Ausstattung ist modern.

## Pfarrer
| seit | Name                      | Pfarrer etc. | bis  |
| ---- | ------------------------- | --- | ---- |
| 1765 | Matthias Boulanger        | Pfarrer | 1791 |
| 1791 | Johann Peter Stemper      | Pfarrer | 1806 |
| 1806 | Joseph Lambert            | Pfarrer | 1807 |
| 1808 | Johann Peter Hette        | Pfarrer | 1826 |
| 1826 | Johann Friedrich Wolf     | Pfarrer | 1833 |
| 1834 | Nikolaus Berkels          | Pfarrer | 1836 |
| 1852 | Johann Franz Wagner       | Pfarrer | 1857 |
| 1857 | Peter Hillebrand          | Pfarrer | 1889 |
| 1891 | Ferdinand August Wagner   | Pfarrer | 1899 |
| 1901 | Joseph Kraemer            | Pfarrer | 1914 |
| 1914 | Johann Joseph Zahnen      | Pfarrer | 1916 |
| 1916 | Peter Lamberty            | Pfarrer | 1928 |
| 1928 | Michael Schaefer          | Pfarrer | 1929 |
| 1929 | Nikolaus Conen            | Pfarrer | 1939 |
| 1939 | Josef Anton Maria Schmitt | Pfarrer | 1947 |
| 1947 | Joseph Maria Dupont       | Pfarrverwalter (Pfarrer von Langsur)                                                                                          | 1951 |
| 1951 | Franz Hoster              | Pfarrverwalter (Pfarrer von Mesenich)                                                                                         | 1957 |
| 1957 | Josef Straßfeld           | Pfarrverwalter (Pfarrer von Igel)                                                                                             | 1958 |
| 1958 | Linus Hofmann             | Pfarrer | 1967 |
| 1967 | Josef Straßfeld           | Pfarrverwalter (Pfarrer von Igel)                                                                                             | 1967 |
| 1967 | Ewald Backes              | Pfarrer | 1977 |
| 1978 | Josef Straßfeld           | Pfarrverwalter (Pfarrer von Igel)                                                                                             | 1978 |
| 1979 | Franz Schulte             | Pfarrer (zusammen mit Igel und Langsur)                                                                                       | 1989 |
| 1989 | Heinrich Trommelschläger  | Pfarrer (zusammen mit Igel und Langsur)                                                                                       | 1999 |
| 1999 | Stephan Gerber            | Pfarrverwalter (Pfarrer von Ralingen, Edingen, Wintersdorf)                                                                   | 2000 |
| 2000 | Günter Marmann            | Pfarrer (zusammen mit Igel, Langsur, Mesenich)                                                                                | 2001 |
| 2002 | Stephan Gerber            | Pfarrverwalter (Pfarrer von Ralingen, Edingen, Wintersdorf)                                                                   | 2003 |
| 2003 | Hermann Zangerle          | Pfarrer (zusammen mit Trierweiler, Igel, Langsur, Mesenich, Wintersdorf, Ralingen, Edingen)                                   | 2013 |
| 2013 | Markus Nicolay            | Pfarrverwalter, zusammen mit Trierweiler, Igel, Langsur, Mesenich, Wintersdorf, Ralingen, Edingen (Domvikar des Trierer Doms) |      |